# Volari V8 Duo
Volari V8 Duo是一種AGP双核心顯示卡，XGI設計，於2003年12月發佈，支援DirectX 9.0和OpenGL 1.4。有報導稱Volari V8 Duo曾在日本秋叶原电脑市场上市销售。效能大約等於GeForce 5700 Ultra 或 Radeon 9600XT 。XGI將兩顆中階核心合併成一張顯示卡，对抗GeForce 5900 或 Radeon 9800。由於驅动問題，效能一般。
Volari這個名字，源自於Velocity的谐音。後者的意思是速度，或力量。Volari V8 Duo是Volari系列產品線的旗艦級產品。Duo的意思，是將兩顆中等級的顯示核心，集成在同一張顯示卡中，作協同計算。有點像SLI和CrossFire技術。Volari V8 Duo是繼3dfx的Voodoo後，再有廠商以單卡雙核心形式推出顯示卡。可是，這種產品的驅動程式設計複雜，各向异性过滤等級和效能比較低(只支援4X，當時的ATI Radeon 9800XT 可以支援16X)，而且容易造成不穩定。計算方面有兩個模式，分別是 Frame Interleave 和 Line Interleave 。前者是一個顯示核心負責一個页框，後者是將一個页框分割成多個扫描线，一個顯示核心負責單數扫描线，另一個則負責偶數。由於是AGP的限制，實際上只有一個顯示核心是連接主機板。兩個顯示核心是主從關係，透過BitFluent技術連接。主顯示核心透過AGP連接主機板，也連接從顯示核心。而從顯示核心只會跟主顯示核心溝通
顯示核心沒有集成TV Encoder 编码单元，需要透過 SiS301 编码芯片作电视输出。影音解碼方面，可以硬體支援MPEG-2和H.264。

## 核心配置
以下列表以單一個顯示核心表示
| 核心時脈 | 制程     | 象素流水線 | 顯示記憶體   | 容量  | 記憶體頻寬 | 記憶體時脈 |
| -------- | -------- | ---------- | ------------ | ----- | ---------- | ---------- |
| 350Mhz   | 0.13微米 | 8條        | DDRI或DDR II | 256MB | 128bit     | 900Mhz     |

由於XGI Volair Duo V8 Ultra是雙核心顯示卡，所以此卡配置是：
| 核心時脈 | 制程     | 象素流水線 | 顯示記憶體   | 容量  | 記憶體頻寬 | 記憶體時脈 |
| -------- | -------- | ---------- | ------------ | ----- | ---------- | ---------- |
| 350Mhz   | 0.13微米 | 16條       | DDRI或DDR II | 512MB | 256bit     | 900Mhz     |

## 優点
- 設計新穎
- 性能在GeForce FX 5700 Ultra 到 GeForce FX 5900 XT 之间，或 Radeon 9600 XT 到 Radeon 9800 Pro 之间，但價格更便宜。

## 缺点
- 耗電量驚人，需要两个外接电源接口。
- 散热装置的噪音不小。
- Reactor驅動程式不成熟。